# Qartaba
Qartaba (arabe : قرطبا, syriaque : ܩܪܛܒܐ, également écrit Kartaba ou Artaba) est une ville située dans les montagnes du district de Jbeil du gouvernorat du Mont-Liban, Liban. Elle se trouve à 57 kilomètres au nord de Beyrouth, sur les montagnes au-dessus de Byblos, à une altitude moyenne de 1 250 mètres,. C'est la deuxième ville la plus peuplée du district, après Byblos.
Qartaba s'étend entre les frontières municipales de Almat el Jnoubiye au nord-ouest, Balhoss à l'ouest, Qorqaiya au sud-ouest, Janne au sud, Deir Mar Sarkis à l'est, et Mazraat es-Siyad au nord-est. Elle se dresse comme l'une des plus grandes et des plus importantes villes du district de Jbeil, renommée pour son rôle en tant que station balnéaire de premier plan et destination touristique majeure. Elle offre un attrait unique avec son climat sec et doux, en faisant un endroit idéal pour les visiteurs tout au long de l'année.

## Étymologie
Le nom de Qartaba a plusieurs interprétations :
- Dans les langues sémitiques, spécifiquement le syriaque, Qar (syriaque : ܩܪ, arabe : قر) signifie établissement et Taba (syriaque : ܛܒܐ, arabe : طبا) signifie bon. Cela fait référence à son climat agréable, curatif et équilibré.

- Le nom pourrait être dérivé de Qartab, une plante qui pousse dans ses montagnes stériles.

- Certains historiens suggèrent que le nom est lié à Córdoba (arabe : قرطبة) en Andalousie.

L'interprétation syriaque est la plus probable car la plupart des villages environnants ont des noms d'origine syriaque ou araméen.

## Histoire

### 20e siècle
Au début du 20e siècle, Qartaba était un important centre commercial dans les montagnes de Byblos, attirant les habitants des villages voisins pour faire leurs courses et trouver du travail. La fabrication de la soie prospérait et en 1918, la ville comptait sept usines de filature de soie, employant environ cinq cents ouvriers, et ses habitants élevaient des vers à soie pour cette industrie. La soie produite était exportée à Lyon, en France. Cependant, l'industrie a décliné avec l'avènement de la soie artificielle.

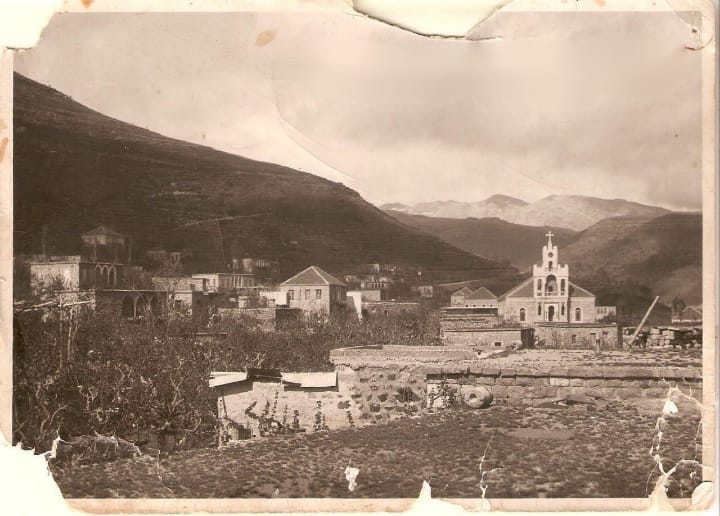
Qartaba 1952

Au milieu des années 1950, les habitants de Qartaba ont réorienté leur activité vers l'agriculture, en particulier la culture des pommes, qui reste prédominante à ce jour. Des vergers de pommiers, des oliveraies et des vignobles entourent la ville.
La diaspora des habitants de Qartaba s'est étendue dans le monde entier, atteignant des pays tels que l'Australie, le Canada, les États-Unis, le Mexique et notamment l'Amérique du Sud, y compris le Brésil, le Venezuela et l'Argentine.

### Archéologie
Colonne romaine
Une colonne sculptée sur la façade de deux temples, avec des statues de membres d'une famille romaine de l'élite, a été découverte en 1940 à Qartaba, près du Monastère Saint Sarkis et Bakhos. Sous les statues, en grec, figurent les noms des membres de la famille : "Abd al-Latus", "Meli", "Cassia" et "Germanus". Il est estimé que les statues ont été enterrées entre 120 et 160 après J.-C., en se basant sur la chevelure et la barbe d'Abd al-Latus (en haut à gauche).

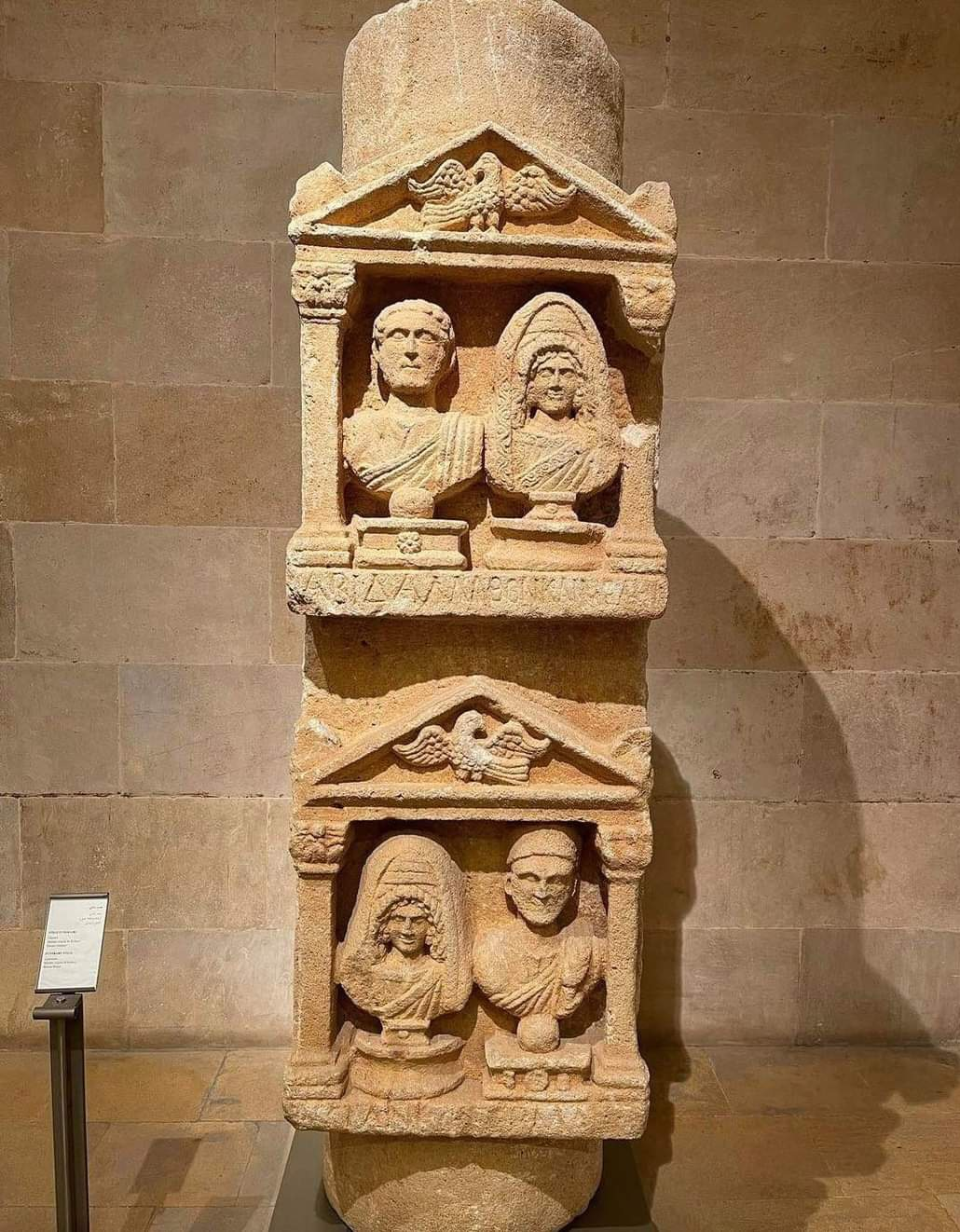

Les vêtements des hommes reflètent l'influence du costume romain, contrairement aux vêtements des femmes, qui montrent la tradition locale. "Germanus" (en bas à droite) semble avoir été un prêtre, portant le chapeau plat d'un prêtre phénicien, avec un aspergeur dans la main pour les rituels religieux. Germanus est encore un nom de famille présent à Qartaba et est également utilisé comme prénom, notamment à Mazraat es-Siyad. Quant à "Abd al-Latus", il porte le nom d'une déesse dont l'honneur était associé aux Arabes, et les noms "Germanus" et "Cassia" reflètent l'influence romaine dans la région. La statue est maintenant située au Musée national de Beyrouth.
Église historique de Saint-Élie
L'église Saint-Élie à Hsaiya, Qartaba, est une église maronite historiquement significative. Située à environ 500 mètres de son site d'origine, l'église actuelle a été construite pour servir la communauté maronite locale. L'ancienne église, aujourd'hui en ruines, avait été construite sur les vestiges d'un ancien temple, avec seulement les fondations et les pierres massives finement sculptées encore visibles.
La structure a été rénovée en 1556 par le cheikh Aziz Al-Sokhni en l'honneur de Saint-Élie, le saint patron de ses ancêtres. Aujourd'hui, la propriété appartient au Patriarcat maronite. Les fouilles archéologiques autour du site ont révélé des vestiges de vieilles maisons avec des pierres gravées d'étoiles, de formes de croissant et de serpents, pouvant signifier des symboles culturels ou spirituels anciens.
À l'ouest de la structure principale, un pressoir à vin et une grande cuve de pressage taillée dans la roche sont visibles, ainsi qu'un sarcophage supposé contenir plusieurs tombes. Ces découvertes, associées au style architectural, suggèrent que le site pourrait avoir des origines phéniciennes.
Inscriptions romaines
Qartaba, région riche en inscriptions anciennes, se trouve dans un paysage où de nombreuses gravures romaines, notamment celles attribuées à l'époque de l'empereur Hadrien, ont été retrouvées. Ces inscriptions se trouvent principalement sur de grandes pierres et falaises dans les environs montagneux de Qartaba et des vallées voisines. Bien que la ville manque de grands monuments antiques, les inscriptions hadriennes disséminées autour de ses environs offrent un précieux aperçu de l'influence romaine dans la région, en faisant un lieu d'intérêt pour les historiens et archéologues.
Inscriptions clés autour de Qartaba :
- Ras Akbet-Janne : Située au sud-ouest de Qartaba, cette inscription se trouve sur un grand rocher. Bien qu'elle soit partiellement lisible, elle inclut probablement la formule standard "MAI AVG" et l'abréviation "DFS".
- Roche faisant face à Nahr Ibrahim : Près de l'inscription précédente, une autre gravure fait face au fleuve Nahr Ibrahim. Bien que certaines lettres soient plus petites ou plus grandes que d'autres, il semble qu'elle inclut la séquence "[A]GIVCP".
- Wadi Botrayich : Dans cette vallée à Qartaba, une inscription a été trouvée sur une pierre probablement détachée de la falaise. Elle lit “AGIVCP”.
- Jouar el-Ramel : Cette inscription, située entre Balhoss et Qartaba, inclut les séquences “MPHADAVGDFS” et “AGIVCP”.
- Ammes Bou-Yazbek (également connu sous le nom d'Ammes Sagheer) : Dans la région de Tarou', des inscriptions apparaissent sur les deux faces d'un grand rocher, l'une lisant “MPIADAV” et l'autre “AGIVCP”.
- Ammas Beit Challita et Ammas Bou-Yazbek : Une autre inscription mal conservée avec le même modèle, “MPIADAVGDFS” et “AGIVCP", a été retrouvée ici, au sud de Qartaba.
- Ammas al-Kabir : Ce lieu, surplombant le Tarou’ al-Ward, présente deux inscriptions : l'une lisant “AGIV CVCP” ou “CVGP", et l'autre “MPIAD AVG D.”
- Tarou’ al-Ward : Près de Jouar el-Ramel, une autre inscription a été copiée, bien que de façon approximative, indiquant les lettres “AVG CV.”

Les inscriptions autour de Qartaba sont souvent partiellement érosées ou dissimulées, ce qui les rend difficiles à localiser sans l'aide de guides locaux. Beaucoup de ces inscriptions se trouvent dans des zones éloignées et élevées, accessibles uniquement avec l'aide des habitants locaux, experts du terrain.
Via Appia
La Via Appia orientale, une extension du réseau routier romain, est supposée avoir traversé Qartaba, spécifiquement la région de Botrayich, et plusieurs villes du district de Jbeil, comme Byblos, Yanouh, Aaqoura, jusqu'au Temple de Bacchus à Baalbek. Ce site contient des inscriptions romaines anciennes et une variété de ruines, y compris des vestiges des périodes romaine, grecque et croisées.

## Géographie

### Climat
Qartaba bénéficie d'un climat méditerranéen avec une humidité très faible, créant une atmosphère fraîche et agréable, ce qui en fait un refuge pour les personnes souffrant d'asthme et d'allergies. Les étés sont chauds et secs, avec des températures atteignant 33°C (91°F) et pratiquement aucune pluie. Le ciel est dégagé et les heures d'ensoleillement culminent à 14,5 heures par jour. En automne, les températures diminuent progressivement et les précipitations augmentent légèrement, le mois de novembre enregistrant environ 62 mm de pluie.
L'hiver est froid et neigeux, avec des températures maximales autour de 11°C (52°F) et des températures minimales proches de zéro. Janvier est le mois le plus pluvieux, avec environ 140 mm de précipitations. La neige recouvre souvent le village, ajoutant un charme serein. Le printemps apporte une chaleur modérée et des pluies modérées, nourrissant une végétation luxuriante et des fleurs vibrantes avant le retour des mois d'été secs.
| Mois                              | jan.  | fév.  | mars | avril | mai | juin | jui. | août | sep. | oct. | nov. | déc.  |
| --------------------------------- | ----- | ----- | ---- | ----- | --- | ---- | ---- | ---- | ---- | ---- | ---- | ----- |
| Température minimale moyenne (°C) | 1     | 2     | 4    | 8     | 12  | 15   | 17   | 17   | 15   | 11   | 6    | 3     |
| Température maximale moyenne (°C) | 11    | 13    | 16   | 21    | 27  | 30   | 33   | 33   | 31   | 26   | 19   | 13    |
| Précipitations (mm)               | 140,5 | 130,8 | 74,4 | 34,3  | 8,9 | 0,1  | 0,3  | 0,1  | 3,4  | 17,2 | 62,2 | 111,8 |

### Nature

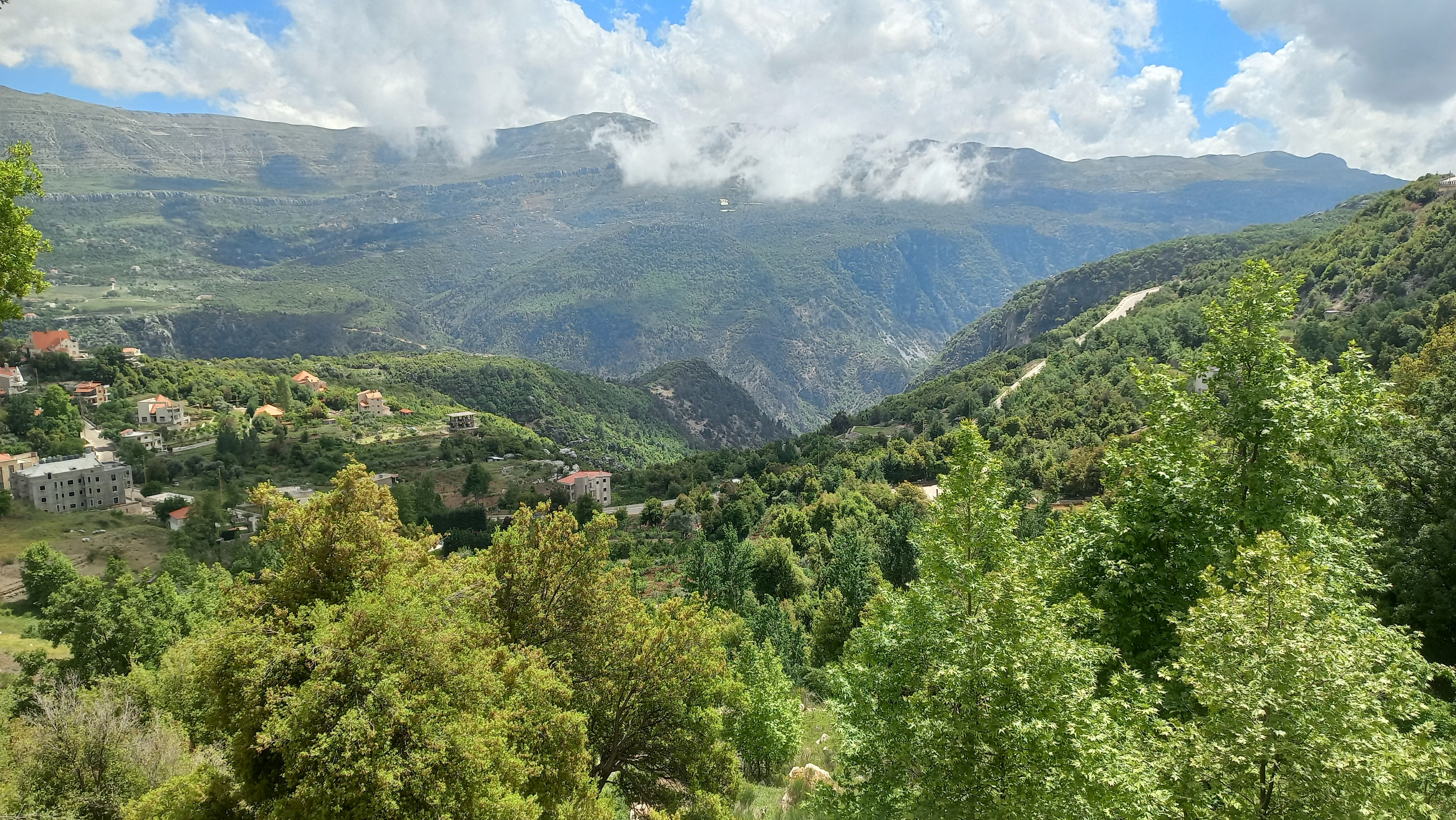
Qartaba au printemps

Les forêts et espaces verts de Qartaba couvrent environ 70% de la superficie de la ville, une vaste étendue qui comprend de nombreuses espèces d'arbres. Parmi ces arbres figurent des chênes, des sycomore, des mûriers sauvages et le rare pin libanais, qui était autrefois couramment utilisé pour construire des maisons avec des toits en terre.

### Géologie
Les Tellejet Qartaba (Arabe: ثلاجات قرطبا), littéralement "les congélateurs de Qartaba", sont d'imposantes formations rocheuses karstiques situées dans les montagnes arides de la ville, à une altitude de 1600 mètres au-dessus du niveau de la mer. Ces formations se distinguent par leur taille impressionnante et leurs formes uniques, résultant des processus naturels d'érosion sur des millions d'années. Elles ont été baptisées ainsi en raison de leur capacité à stocker de la neige toute l'année.
La composition géologique des roches est principalement constituée de calcaire, typique de la région, ce qui contribue à leur apparence distinctive. Les formations présentent divers motifs d'érosion, créant des falaises et des crevasses spectaculaires. La région offre des vues à couper le souffle sur le paysage environnant, en faisant un endroit prisé par les randonneurs, les grimpeurs et les passionnés de nature.
La Grotte de Matkoube (Arabe: مغارة المثقوبة) est une grotte naturelle située dans les montagnes de la ville, à 1690 mètres d'altitude. Son nom reflète sa caractéristique, car il y a un grand trou d'environ 15 mètres de hauteur dans son plafond. La neige qui tombe à l'intérieur y reste longtemps, jusqu'à la saison estivale, ce qui était autrefois un avantage pour les habitants. Aujourd'hui, la grotte attire les passionnés d'escalade et de randonnée et est parfois utilisée pour abriter le bétail,.

## Démographie
Qartaba est la deuxième ville la plus peuplée du district de Jbeil, avec environ 4 000 bâtiments et maisons. La ville connaît des fluctuations démographiques saisonnières, devenant plus densément peuplée en été, lorsque les résidents reviennent et que les visiteurs arrivent, tandis qu'en hiver, la densité diminue car beaucoup de gens se déplacent vers les zones urbaines ou des altitudes plus basses. Cette variation saisonnière met en lumière le profil démographique dynamique de Qartaba et son attrait en tant que destination estivale.
Modèle:Historique population
Les principales familles de Qartaba sont : Acar, Atallah, Beyrouthy, Challita, Cherfan, Gharios, Karam, Khoury, Mouawad, Sakr, Sawaya, Sokhen et Soueid.

### Religion
Les habitants de Qartaba sont majoritairement catholiques maronites. En 2022, la composition religieuse des 6436 électeurs inscrits de la ville se répartissait ainsi : environ 88,8% de Maronites, 3,7% de grecs-orthodoxes, 3,6% de Grecs-catholiques et 3,9% d'autres minorités chrétiennes.
Religion à Qartaba
- Maronites (88,8 %)
- Grecs-orthodoxes (3,7 %)
- Grecs-catholiques (3,6 %)
- Autres minorités chrétiennes (3,9 %)

## Économie

### Agriculture
L'agriculture à Qartaba a connu plusieurs phases, chacune caractérisée par une saison agricole distincte. Historiquement, Qartaba était connue pour la culture de la vigne, les Phéniciens étant réputés pour leur méthode de pressage des raisins cultivés dans la région de Byblos. Au XIXe siècle, la ville a évolué vers la culture de mûriers et l'élevage de vers à soie pour la production de soie.
Dans les années 1940, l'agriculture s'est tournée vers les pommes, qui ont acquis une grande renommée dans le district de Jbeil. Plus de 250 000 pommiers, célèbres pour leur couleur profonde due au brouillard survenant lors de la dernière phase de croissance, couvrent Qartaba. En plus des pommes, des pêches, des cerises, des poires et d'autres fruits sont cultivés et exportés.

### Tourisme
Qartaba est une destination charmante au Liban, renommée pour son riche patrimoine religieux, notamment ses nombreuses églises. Cela en fait un lieu clé pour le tourisme religieux, attirant les visiteurs intéressés par l'exploration de ses sites historiques et spirituels.
La ville repose principalement sur le tourisme pour son économie, ce qui rend le secteur de l'hôtellerie essentiel à sa durabilité. Qartaba offre une gamme d'hébergements, notamment des hôtels, des appartements en location et des maisons d'hôtes, permettant aux voyageurs de profiter d'un séjour confortable. En outre, les visiteurs peuvent savourer les délices culinaires locaux dans plusieurs restaurants, ainsi que la célèbre Boulangerie Toubia, réputée pour ses Lahem b aajeen délicieux. Beaucoup choisissent de séjourner à Qartaba tout en visitant les attractions voisines, comme les pittoresques villages de Laqlouq et Aqoura, ou la spectaculaire Grotte d'Afqa.

## Gouvernement et politique

### Municipalité
Fondée en 1894, la Municipalité de Qartaba est une division administrative locale du district de Jbeil, reconnue pour son riche historique et son engagement communautaire. La dernière élection municipale a eu lieu en 2016, avec l'élection de Fadi Martinos en tant que maire, accompagné de 14 membres du conseil municipal. Le conseil a été élu par acclamation, ce qui montre un consensus au sein de la communauté concernant leur leadership.
La municipalité joue un rôle crucial dans la gouvernance locale, en s'occupant de questions telles que l'infrastructure, les services publics et le développement communautaire.

### Élections parlementaires
Lors des élections législatives générales du 15 mai 2022 à Qartaba, un total de 3 369 électeurs ont participé, ce qui a donné un taux de participation de 52,3 %. Ce chiffre marque une légère baisse par rapport aux 3 452 électeurs et un taux de participation de 54,3 % lors des élections de 2018.
Le Dr Farès Souhaid (indépendant) a émergé comme le candidat le plus soutenu, obtenant 1 229 voix, soit 36,47 % du total des voix. Ziad Hawat (FL) a suivi avec 549 voix (16,29 %), tandis que Simon Abi Ramia (FPL) a recueilli 414 voix (12,28 %). Ces trois candidats ont été les plus soutenus par les électeurs, reflétant les préférences politiques à Qartaba.
- Farès Souhaid (36,47 %)
- Ziad Hawat (16,29 %)
- Simon Abi Ramia (12,28 %)
- Nawfal Nawfal (7,12 %)
- Najwa Bassil (5,16 %)
- Walid el Khoury (4,33 %)
- Amir Mokdad (2,28 %)
- Emile Nawfal (2,04 %)
- Autres (12) (10,41 %)
- Bulletins blancs (3,62 %)

Les candidats Ziad Hawat et Simon Abi Ramia ont été élus membres du parlement, représentant le district de Jbeil.
Environ 8,7 % du total des voix à Qartaba provenaient de la diaspora, principalement de France (24 %), du Canada (16,4 %), des Émirats Arabes Unis (13 %), des États-Unis (12,5 %) et du Qatar (4,3 %).
| Année des élections | Nombre d'électeurs à Qartaba | Taux de participation (%) |
| ------------------- | ---------------------------- | ------------------------- |
| 2022                | 3369                         | 52,3                      |
| 2018                | 3452                         | 54,3                      |
| 2009                | 3557                         | 58,2                      |

### Mukhtars
À Qartaba, la communauté est représentée par six Mukhtars élus, garantissant une gouvernance locale robuste et une communication efficace entre les habitants et les autorités municipales. Les résultats des élections les plus récentes de 2016 sont les suivants :
|                 | Mukhtar              | Nombre de Votes |
| --------------- | -------------------- | --------------- |
| Qartaba du Nord | Elie Antoine Saad    | 966             |
| Qartaba du Nord | Samir Youssef Sakr   | 719             |
| Qartaba du Nord | Antoine Abdo Eid     | 476             |
| Qartaba du sud  | Sayde Kozhaya Chami  | 529             |
| Qartaba du sud  | Salim Youssef Atieh  | 521             |
| Qartaba du sud  | Elias Georges Khoury | 432             |

## Culture

### Festivals
Kartaba Carnival
Le Kartaba Carnival (Arabe: كرنفال قرطبا) est un événement annuel et apprécié organisé généralement entre la mi-août et début septembre par le comité des "Festivals Touristiques et Traditionnels de Qartaba" avec le soutien de la Municipalité. Il attire une large gamme de participants, y compris des personnalités politiques, militaires, judiciaires et religieuses, ainsi que des influenceurs des médias sociaux, des présidents municipaux et des personnalités notables de Qartaba et du district de Jbeil.
Le carnaval, qui a commencé dans les années 1960, continue à se tenir sur la place du village, attirant des visiteurs de toutes les régions. La communauté locale, composée de personnes de tous âges, se réunit pour créer des panneaux d'exposition vibrants mettant en valeur la musique traditionnelle Musique du Liban, l'art et la Culture du Liban. Cet événement est gratuit et se termine par une soirée musicale avec des performances d'artistes libanais.
Kartaba Festival
Le Kartaba Festival (Arabe: مهرجانات قرطبا) est un festival de musique annuel organisé chaque septembre à Qartaba. Organisé par le Kartaba Club, le festival présente des artistes libanais de renom tels que Melhem Barakat, Georges Wassouf, Wael Kfoury, Ragheb Alama et Najwa Karam. L'événement met non seulement en valeur l'héritage musical riche du Liban, mais booste également le tourisme dans la région, attirant des visiteurs et créant une atmosphère vibrante remplie de performances et d'expériences culturelles.
Festivités religieuses
Qartaba, une ville connue pour son patrimoine Maronite chrétien, accueille plusieurs festivités religieuses importantes. Les principales célébrations incluent la Fête de la Croix, l'Assomption de Marie, la Fête de Saint-Challita et la Fête de Saint-Élie. Ces événements incluent généralement des messes suivies de rassemblements dans la place de l'église, où les résidents profitent de nourriture, musique et danse. Ces festivités reflètent l'esprit communautaire et les traditions vivantes de la communauté chrétienne maronite de Qartaba.

### Architecture
Le paysage architectural de Qartaba est dominé par les maisons traditionnelles libanaises. Ces maisons présentent généralement des murs en pierre, de hautes fenêtres arquées, et des toits en terragres inclinés et rouges. Beaucoup de ces structures sont construites en calcaire local, ce qui confère aux façades une teinte naturelle et terreuse tout en offrant une isolation thermique adaptée au climat libanais. Des balcons avec des travaux en fer forgé, des plafonds voûtés et de grandes portes arquées sont des éléments courants, contribuant à une atmosphère ouverte et accueillante. Les intérieurs comprennent souvent de hauts plafonds et des murs épais, conçus pour réguler la température, créant des espaces frais en été et chaleureux en hiver.
À mesure que Qartaba continue de se développer, les constructions récentes tendent à respecter l'héritage architectural du village. Bien que les techniques de construction modernes soient utilisées pour améliorer la durabilité, l'efficacité et le confort, la plupart des nouvelles maisons imitent le style libanais traditionnel plutôt que d'adopter un style moderne. Cela inclut l'utilisation de pierre locale, des palettes de couleurs similaires et des éléments de conception comme des toits en tuiles rouges. Cette approche harmonise l'ancien et le nouveau, maintenant l'esthétique cohésive de Qartaba. Un des aspects uniques de l'architecture de la ville est l'attention portée à l'entretien et à la finition. Contrairement à certaines régions où des bâtiments inachevés ou des propriétés négligées peuvent perturber l'harmonie visuelle, Qartaba se caractérise par un sens distinct de l'ordre et de la beauté. Il est rare de trouver des maisons en mauvais état ou laissées inachevées ; les résidents et les constructeurs sont tous deux dédiés à maintenir une apparence agréable et cohésive dans tout le village.

### Sports
Kartaba Club
Le Kartaba Club est l'un des plus grands clubs culturels et sportifs de la région de Byblos, fondé en 1965 par M. Jamil Saab, alors président de l'association caritative de Kartaba (ABK).
S'étendant sur plus de 65 000 mètres carrés, le club dispose d'un grand bâtiment avec une salle pour les réunions et les présentations qui peut également servir de théâtre. Ses installations comprennent un terrain de basket-ball, un terrain de football, des tables de tennis de table, une scène pouvant accueillir jusqu'à 4000 personnes et un petit jardin pour les enfants.
Le club est dédié à la relance des activités culturelles, sportives et touristiques dans la région, organisant régulièrement des ateliers, des concerts et des festivals qui célèbrent le patrimoine local. De plus, il organise des activités en plein air telles que des randonnées et des promenades dans la nature, encourageant la participation familiale et renforçant le sentiment d'appartenance et d'identité partagée au sein de la communauté locale. Notamment, le Kartaba Club organise des tournois de football, de basketball et de tennis de table, avec des compétitions entre les équipes de Qartaba et celles des villages voisins, renforçant la camaraderie régionale et l'esprit sportif.

### Associations
Qartaba possède de nombreuses œuvres de charité, associations et fondations, certaines des plus influentes étant :
- L'Association de Bienfaisance de Kartaba (ABK) (Arabe: الجمعيّة الخيّرية القرطباويّة), fondée en 1927, est l'une des premières sociétés de bienfaisance au Liban qui existe encore, et qui pratique et soutient la société de Qartaba dans divers domaines (médical, santé, éducatif et social).
- La Fraternité du Cœur de Jésus.
- La Fraternité de l'Immaculée Conception.

## Sites religieux
Qartaba est un village riche en patrimoine Maronite, abritant des églises, des monastères et des cathédrales anciennes qui soulignent ses racines religieuses profondes. Parmi les plus importants :

### Monastères
Le Monastère Saint Sarkis et Bakhos (Arabe: دير مار سركيس و باخوس) a été construit en 1536 lorsque les enfants du cheikh Gerges ont fui Aqoura pour se réfugier à Qartaba, apportant avec eux une image des saints martyrs, Saint Sergius et Bacchus. Avec l'aide des habitants, ils construisirent une église dédiée à ces saints, qui fut ensuite détruite par un incendie et reconstruite en 1718. En 1815, les habitants de Qartaba offrirent l'église et ses biens comme une "dotation éternelle" à l'Ordre Maronite Libanais. Cette dotation visait à établir une école pour offrir une éducation gratuite en lecture, en enseignements chrétiens, en orientation et en services spirituels. Cet accord a été signé avec le Père Général Ignace Blebel et approuvé par l'Évêque Germanos Tabet. L'Ordre compléta rapidement l'école et acheta des terres adjacentes pour agrandir la construction, établissant finalement le site comme un Monastère légal en 1823.
Les moines ont continué à servir les habitants de Qartaba selon les valeurs monastiques. Deux de ces pères sont bien connus : le Père Daniel Al-Alam Al-Hadathi (1889) et Youssef Abi Ghosn el Jbeily (1934), qui sont morts dans la piété et la vertu. Il a eu le troisième plus grand nombre de moines dans un monastère au Liban, après ceux des monastères de Tannourine et Beit Chabab. De plus, il est le seul monastère maronite de la région de Jebbet el Mnaitreh et possède la plus ancienne cloche d'église du Liban, datant de 1820.

### Cathédrales
La Cathédrale de Saint-Élie, construite à l'origine au milieu du XVIe siècle et restaurée en 1556, a subi deux reconstructions majeures en 1846 et 1903. Conçue selon un plan basilical, la cathédrale comporte trois nefs et trois autels. Elle abrite de nombreuses peintures du XIXe siècle de Kanan Dib et Daoud Corm, et est ornée de vitraux. L'extérieur est dominé par un clocher avec une horloge, ajoutant à son éclat architectural.

### Églises
- L'Église Notre-Dame de Herezmaniye (Arabe: كنيسة سيدة الحرزمانية) a été construite en 1827 lorsque la famille Karam se déplaca de Yanouh à Qartaba. Ils parvinrent à un accord avec les cheikhs Hamade pour construire l'église sur un terrain de Herezmeny, qui abritait des ruines romaines. Un voûtement fut ensuite ajouté à l'édifice principal, donnant à l'église une forme en L.[18] Le nom de Herezmaniye provient du type de sol Herezman (Arabe: حرزمان) qui entoure la zone près de l'église.

- L'Église de Saint-Tedy a été construite en 1607 lorsque la famille du prêtre Tedy arriva à Qartaba depuis Urfa. Elle fut bâtie sur un terrain donné par les cheikhs Hamade. C'est la seule église au Liban dédiée à Saint Tedy ou Jude l'Apôtre d'Asie Mineure. Les autres églises au Liban sont généralement dédiées à lui sous le nom de l'apôtre Leba. L'église a été reconstruite en 1868 et possède une peinture de Daoud Corm datant de 1880 représentant Saint Tedy en tant qu'évêque. L'église a été restaurée en 2004[19],[20].

- L'Église de Saint-Joseph a été construite en 1898 lorsque Joseph Rafael Jabbour donna le terrain d'Al Malaha pour la construire[21].

- L'Église de Saint-Georges a été construite comme une chapelle privée pour la famille de Moufarrej Geryes à la fin du XIXe siècle et a été restaurée en 2022. Elle est située dans la rue Haret El Tahta[22].

Et plusieurs autres églises, chapelles privées et sanctuaires, dédiés à Saint-Antoine de Padoue, Saint-Challita, Saint-Charbel, Saint-Élie, Notre-Dame de l'Annonciation, Notre-Dame de la Paix, Notre-Dame de la Tendresse, Sainte-Rita, Saint-Siméon le Stylite, Sainte-Thérèse et Sainte-Véronique Giuliani, ce qui porte le total à 15 églises dans le village.

## Infrastructure

### Réseau routier
Développement de la route principale de Qartaba
Le projet de la route Beir El Heet-Qartaba, achevé en 2022, a transformé une route autrefois étroite et dangereuse en un itinéraire moderne et sécurisé construit selon des normes internationales. Le projet, lancé en 2018, a amélioré la route d'accès principale à Qartaba, répondant aux préoccupations de sécurité de longue date. Autrefois surnommée la « route de la mort » en raison de sa largeur étroite et de l'absence de caractéristiques de sécurité, cet itinéraire était difficile et souvent évité par les conducteurs.
La route réaménagée s'étend désormais sur 7,6 km depuis la ville d'Aalamat, passant par Balhoss, et continue jusqu'à la fin de Qartaba. Elle varie en largeur de 9 à 12 mètres et comprend un trottoir de 3 mètres de large s'étendant de l'entrée de Qartaba près de l'horloge solaire jusqu'au pont d'Ain El Barde près de l'église de Saint Simon. Le projet a été financé grâce à un accord entre le Gouvernement du Liban, représenté par le Ministère des Travaux Publics et des Transports, et a été approuvé par le Cabinet au début de 2017. La route a ensuite été nommée en l'honneur de Mayyas après leur immense succès international en 2022.
Développement de la route de Hjarta
Le développement de la route de Hjarta, reliant l'entrée de Qartaba à la région de Hjarta, a été initié par le Ministère des Travaux Publics et des Transports à la fin de 2015 et achevé fin 2019. Initialement prévu comme un projet d'un an, la route de 2,2 km a subi des retards, mais a finalement bénéficié d'importantes améliorations infrastructure. Ces améliorations ont inclus le pavage, des murs de soutènement, des systèmes de drainage, ainsi que des installations pour l'eau, l'électricité et l'éclairage public. Élargie à une largeur de 10 mètres avec des trottoirs, la route de Hjarta offre désormais un itinéraire alternatif, réduisant ainsi la congestion sur la route principale de Qartaba et améliorant la connectivité pour les résidents locaux et les visiteurs accédant aux zones voisines. La route a ensuite été inaugurée en l'honneur des cinq martyrs de Qartaba morts lors de l'explosion du 4 août explosion de Beyrouth.

### Transports publics
Les transports publics de Qartaba comprennent deux bus principaux, Bybus Transportations et ABK, servant de liens essentiels entre Qartaba et les zones voisines. Ces bus assurent des trajets quotidiens partant de Qartaba, traversant les villes voisines, et continuant jusqu'à Nahr Ibrahim et Byblos. Les deux arrêts de bus de la ville sont idéalement situés sur la place principale et près de l'église Notre-Dame de Herezmaniye, permettant un accès facile pour les résidents, les étudiants et les navetteurs. Ces trajets offrent un transport fiable pour les locaux et les visiteurs, facilitant l'accès aux centres éducatifs, commerciaux et culturels de la région. Bien que modeste, ce système joue un rôle crucial pour maintenir la connectivité de Qartaba avec ses communautés environnantes.

### Sécurité publique
L'infrastructure de Qartaba soutient la communauté avec plusieurs équipements clés. Le Centre de la Défense Civile sert de caserne de pompiers locale, composé de volontaires qui répondent aux incendies et autres urgences dans la région. La ville dispose également d'un centre des Forces de sécurité intérieure et d'un département de police pour maintenir l'ordre public et répondre aux besoins de sécurité locaux. En 2018, des discussions ont eu lieu sur la construction d'une caserne de pompiers plus grande à Jouar el Ramel, en face du département de police, afin d'améliorer la réponse aux urgences, mais le projet a été annulé en raison de la crise économique de 2019.
En hiver, un service dédié de dégagement de neige est opérationnel pour nettoyer les routes à Qartaba et dans les villages voisins, garantissant que le transport et l'accès restent possibles malgré les chutes de neige importantes. De plus, l'Hôpital public de Qartaba, le seul hôpital des zones montagneuses du district de Jbeil, est une ressource cruciale pour les résidents. Cependant, il fonctionne avec des ressources limitées, ce qui pose des défis pour répondre pleinement aux besoins médicaux de la population locale.

### Barrage de Janna
Le barrage de Janna, construit dans le village de Janne, situé juste en dessous de Qartaba et à environ 30 kilomètres au nord-est de Beyrouth, est conçu comme un immense barrage à gravité en arc destiné à stocker 38 millions de mètres cubes d'eau. Le projet vise à fournir des approvisionnements en eau essentiels pour les régions de Byblos, Beyrouth et ses banlieues, afin de résoudre les pénuries chroniques d'eau dans ces zones.
Malgré ses avantages attendus, le projet de barrage de Janna a rencontré une forte opposition en raison de préoccupations environnementales. En 2016, des experts ont averti des risques potentiels pour la biodiversité et des risques géologiques associés à la construction. Le Ministère libanais de l'Énergie et de l'Eau a poursuivi le projet, suscitant des critiques largement partagées.
Les préoccupations incluaient des destructions écologiques graves, avec des prévisions catastrophiques pour les écosystèmes locaux et la perte d'habitats pour des espèces comme les loups et les hyènes. L'écologiste Roland Riachi a souligné que le barrage perturberait tout l'écosystème, entraînant érosion et perte de biodiversité. Des rapports ont indiqué que des milliers d'arbres avaient été abattus, avec des estimations suggérant jusqu'à 300 000, menaçant la Réserve de biosphère de Jabal Moussa classée par l'UNESCO.
Malgré les affirmations du Ministère selon lesquelles seulement 5 000 arbres avaient été abattus, une étude d'ingénierie civile a révélé des dommages écologiques irréversibles et a recommandé des enquêtes immédiates sur la biodiversité, qui ont été menées seulement après le début de la construction. De plus, des préoccupations ont été soulevées quant à l'efficacité du barrage en raison de la fondation géologique karstique de la région, qui pourrait entraver le stockage de l'eau, ainsi que la prise en compte insuffisante des variations saisonnières des débits d'eau.
Initialement budgétée à environ 300 millions de dollars, les coûts du projet devraient atteindre près d'un milliard de dollars si l'on prend en compte les acquisitions foncières et l'entretien. Cependant, après la crise économique au Liban en 2019, la construction du barrage de Janna a été complètement stoppée. En 2024, le projet n'a abouti qu'à la destruction de ce qui était autrefois le village de Janne. Ce qui était censé être une initiative de développement pour fournir de l'eau et de l'électricité a plutôt causé des dommages écologiques significatifs à Janne, Qartaba et la région.

## Éducation
Il y a deux écoles à Qartaba :
- L'école primaire Don Bosco, la première école fondée par les Sœurs Salésiennes de Don Bosco au Liban.

- L'école El Saydeh, qui était une école privée gérée par les Sœurs d'Aabrine et qui a ensuite été transformée en un lycée public mixte.

## Personnalités notables
- Dr. Farès Souhaid (né en 1958) – homme politique, ancien député et coordinateur général du 14 Mars Alliance

- Joseph Sakr (1942–1997) – chanteur et acteur de scène

- Adel Karam (né en 1972) – acteur, comédien et animateur de télévision

- Nadim Cherfan – chorégraphe et fondateur de Mayyas

- Anthony Khoury – fondateur et chanteur principal du groupe Adonis